# Miniatura carolingia
La miniatura carolingia fu una delle più importanti manifestazioni della cosiddetta Rinascenza carolingia; riguarda la produzione libraria miniata degli scriptoria annessi ai palazzi imperiali e ai centri monastici fondati da Carlo Magno, nel periodo compreso tra l'VIII e il IX secolo, quando cioè nell'Europa continentale s'interruppe la produzione di miniatura in stile insulare che aveva precedentemente dominato l'arte miniatoria in favore di un ritorno a modelli antico-romani e paleocristiani.
Anche la scrittura venne riformata e resa più leggibile, con caratteri ben distanziati e ordinati, come nella minuscola carolina.
Nel panorama dell'arte carolingia, la miniatura fu una delle arti verso cui maggiormente agì la spinta alla renovatio. Il libro rivestì infatti un'importanza fondamentale nell'organizzazione dell'Impero, essendo veicolo delle leggi scritte e del recupero del sapere antico. Per questo gli imperatori stessi furono grandi committenti di opere librarie, insieme ai personaggi ecclesiastici e laici variamente legati alla corte.
Appaiono contemporaneamente due modelli di illustrazione:
- il primo, di ispirazione bizantina, in cui sono raffigurati principalmente ritratti di Evangelisti o degli stessi imperatori, con pagine colorate con tinte brillanti ed estese dorature, di solito inserite all'interno di cornici architettoniche e staccate dallo sfondo. Insieme alla ricca decorazione del margine e delle iniziali questo stile fece da modello per l'ulteriore sviluppo della miniatura in occidente.
- il secondo, usato per la rappresentazione di scene per lo più bibliche, denotava una maggiore libertà espressiva rispetto al tipo precedente distaccandosi dalla scuola bizantina.

Cronologicamente, si distinguono invece tre fasi. Una prima fase riguardò il monastero di Corbie, a nord di Parigi, in Piccardia, nel quale si iniziarono a produrre codici (come il Salterio di Corbie, della Biblioteca municipale di Amiens) caratterizzati da una equilibrata sintesi tra testo e immagini, derivata dalla scuola irlandese, con iniziali ornate da personaggi e mostri fantastici. Una seconda fase si registrò con la committenza di Ludovico il Pio, tramite la quale per la prima volta si cercò di penetrare l'arte antica anche riproducendone i caratteri stilistici. Ne sono un esempio gli Evangeli dell'Incoronazione (inizio del IX secolo. Una terza fase è rappresentata da un gruppo di codici provenienti forse da Reims (vangeli di Ebbone, ante 823, e il Salterio di Utrecht), dove si riscontra un'innovativa vitalità espressiva, come per esempio nelle vivide figurette dei codici di Ebbone (cacciatori, letterati, scalpellini, animali simbolici, piante, ecc) o nelle scenette del Salterio di Utrecht, dallo stile narrativo efficace.
L'importanza della miniatura carolingia è poi amplificata dal fatto che le opere di pittura murale del tempo (si è infatti dedotto che tutte le chiese, come i palazzi, fossero ricoperte di affreschi) sono in gran parte perdute e spetta pertanto agli splendidi manoscritti miniati, fortunatamente numerosi, testimoniare la vitalità e gli indirizzi culturali prevalenti nelle arti pittoriche dell'impero carolingio. A prescindere da tale considerazione, è però evidente che «il pittore di corte, colto e raffinato, in questa età storica non è il pittore murale, è il miniatore, colui che decora con preziosità il testo a disposizione dei monaci o dei più o meno raffinati principi e cortigiani.»

## Il libro in età carolingia e la sua tradizione
Al tempo di Carlo Magno, tanto quanto dei suoi predecessori merovingi e dei suoi successori, il libro era un oggetto di lusso, la cui produzione richiedeva molto lavoro e materiali costosi, appannaggio quindi delle classi sociali più abbienti. Tutti i manoscritti carolingi furono scritti su pergamena, poiché la carta, più economica, non giunse in Europa che alla fine del XIII secolo. Le opere più rappresentative, come l'Evangeliario di Godescalco, l'Evangeliario di San Medardo di Soissons, l'Evangeliario dell'Incoronazione o l'Evangeliario di Lorsch, furono scritte con inchiostro d'oro o d'argento su pergamena tinta di porpora. Le miniature venivano eseguite a gouache, raramente tramite disegno al tratto. Le coperte di questi oggetti erano costituite da placche d'oro o d'avorio, fissate con legature in oro, decorate con pietre preziose.
Ci sono giunti circa 8.000 manoscritti datati tra l'VIII e il IX secolo. È difficile stimare le perdite dovute alle incursioni normanne, alle guerre, all'iconoclastia, agli incendi, all'ignoranza o al reimpiego dei materiali. Gli inventari giunti sino a noi ci informano sulle consistenze delle biblioteche più importanti. In epoca carolingia il numero dei volumi conservati nell'abbazia di San Gallo passò da 284 a 428 unità, l'abbazia di Lorsch ne possedeva 690 alla fine del IX secolo e quella di Murbach 335. I testamenti forniscono notizie sulle biblioteche private: es. i 200 codici lasciati da Angilberto all'abbazia di Saint-Riquier, tra i quali l'Evangeliario di Saint-Riquier, rappresentano uno dei più grandi fondi librari dell'epoca. Non si conosce la consistenza della biblioteca di Carlo Magno, venduta alla sua morte in base alle disposizioni testamentarie. Nella biblioteca di Aquisgrana sono conservate tutte le opere importanti, tra cui molti libri romani, greci e bizantini.

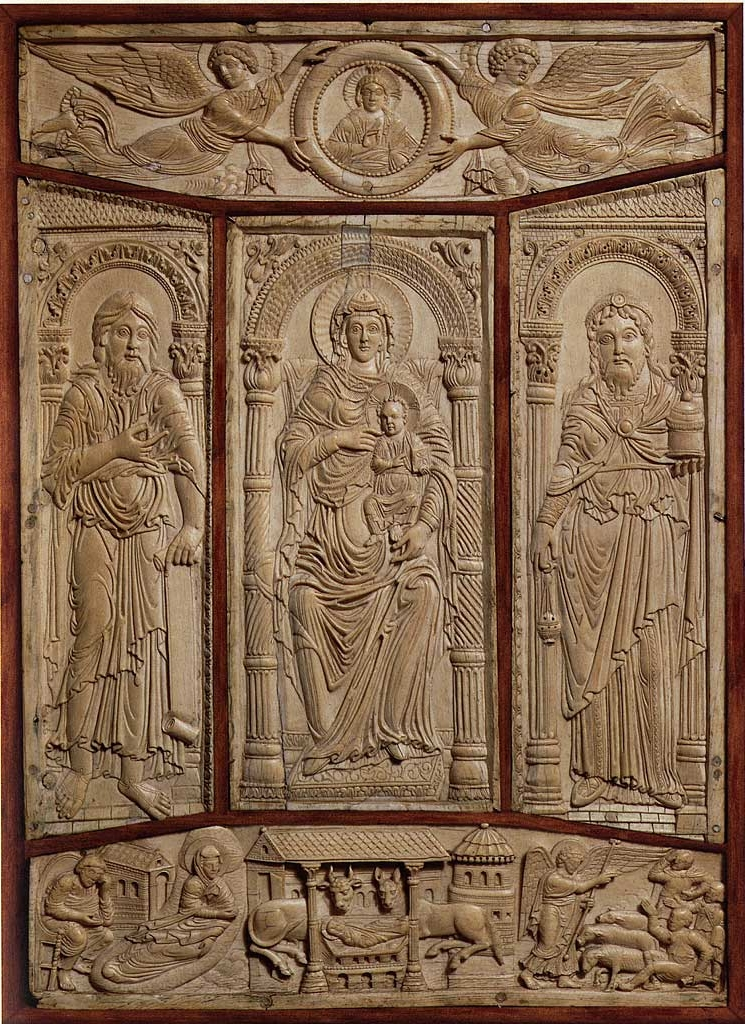
Coperta eburnea dell'Evangeliario di Lorsch.
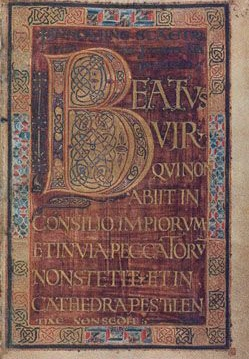
Il Salterio di Dagulfo (Aquisgrana, pre-795) non contiene miniature ma è scritto con inchiostri d'oro e d'argento su pergamena tinta di porpora.
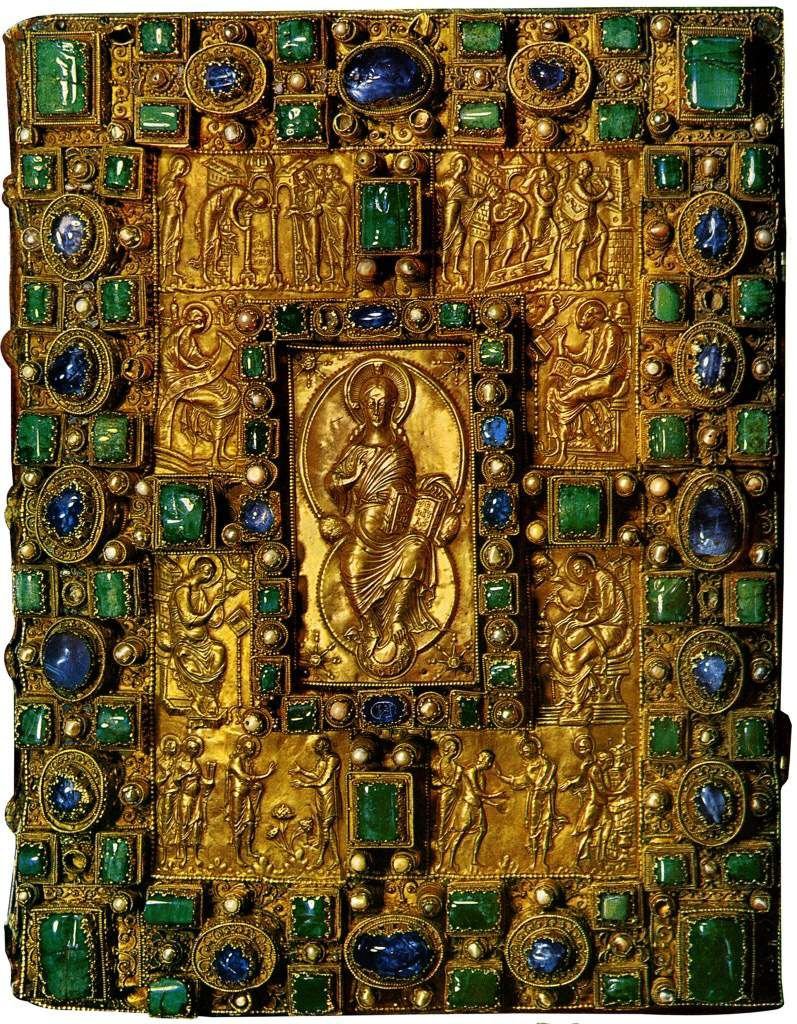
Coperta del Codice aureo di Sant'Emmerano, Monaco di Baviera, Bayerische Staatsbibliothek, Clm 14000.

Non tutte le opere librarie venivano miniate e alcune lo erano solo in parte, pertanto l'analisi storico artistica si focalizza solo sui pezzi più famosi. I libri liturgici più sontuosi avevano poi una destinazione d'uso particolare: dismettevano la normale funzione liturgica e venivano conservati tra i tesori della chiesa ed esposti, come le reliquie, solo in occasioni speciali. Aperti raramente e conservati entro scrigni o armadi chiusi, non hanno subito nel tempo aggressioni da parte di agenti esterni; la stessa pergamena è supporto particolarmente durevole. Per queste ragioni molti manoscritti carolingi miniati sono giunti sino a noi in buono stato di conservazione e i documenti frammentari sono rari. Il numero dei manoscritti perduti dovette essere significativo, come si deduce dalle copie sopravvissute di miniature perdute. In alcuni casi il modello ci è noto perché citato nel libro che lo riproduce, come nel caso del "Salterio aureo" della regina Ildegarda, datato al primo periodo carolingio.
Se le coperture in oro difficilmente riuscirono a sfuggire al reimpiego, quelle in placche d'avorio sopravvissero più facilmente ma sono oggi spesso conservate come reperto a sé stante, separato dal volume che anticamente proteggevano. Delle cinque placche che formano la coperta dell'Evangeliario di Lorsch (oggi conservate nei Musei vaticani) quella inferiore è un originale tardoantico reimpiegato, come si può dedurre dall'iscrizione presente sul verso. Le sole coperte in avorio che è possibile datare con certezza e collegare ad una commissione di Carlo Magno sono quelle del Salterio di Dagulfo, descritte con precisione nella dedica, conservate al Museo del Louvre. La miniatura è strettamente correlata con la scultura in avorio. Le opere di piccolo formato e facilmente trasportabili acquisirono un ruolo importante nella trasmissione dell'arte antica e bizantina. La scultura carolingia a grandezza naturale ha lasciato invece solo pochi frammenti, mentre la gioielleria, per le stesse ragioni degli avori, ci è stato trasmesso meglio. In relazione alla miniatura, è interessante la copertina del Codice aureo di Sant'Emmerano, della scuola di corte di Carlo il Calvo.

## Influenze

### Miniatura merovingia

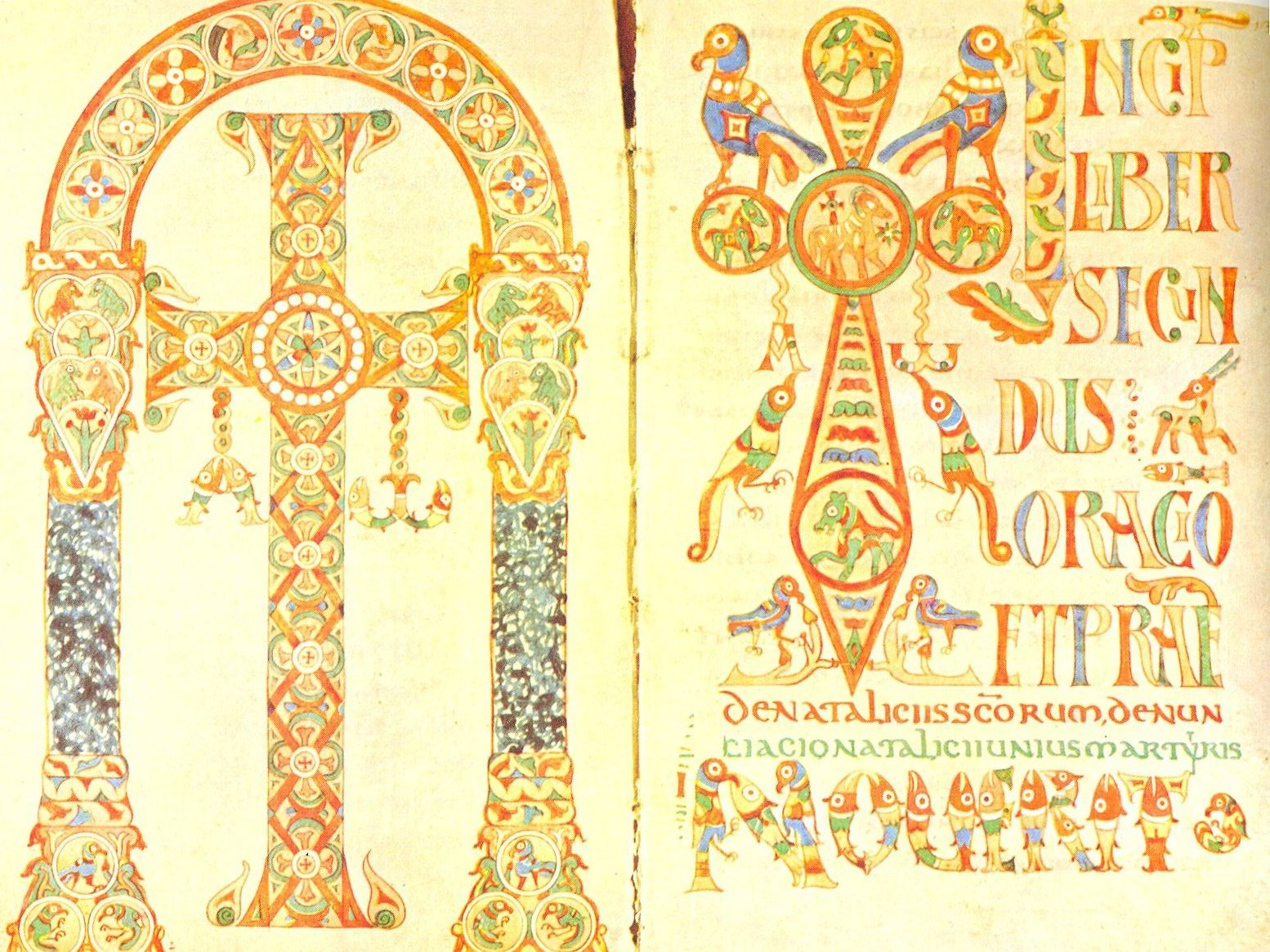
Sacramentario gelasiano di Papa Gelasio I (Francia nord-orientale, metà VIII secolo)

La rinascita carolingia si sviluppò in un vero e proprio "vuoto culturale" da uno specifico centro di propagazione: il Palazzo di Aquisgrana, la nuova residenza imperiale "fissa" voluta da Carlo Magno. La miniatura merovingia, dal nome della dinastia reale precedente i Carolingi in Francia, i Merovingi, era stata infatti puramente ornamentale, priva cioè sia d'un contesto culturale originante sia d'un approccio programmatico. Le capolettera disegnate con righello e compasso, le immagini del titolo con archi e una croce formano spesso l'unica forma di illustrazione nei codici. Dall'VIII secolo appaiono ornamenti zoomorfi "invadenti": es. nei manoscritti del cenobio femminile di Chelles, intere righe sono occupate da lettere/disegni d'animali. Contrariamente alla miniatura insulare (v.si seguito) contemporanea, dagli abbondanti ornamenti, lo stile merovingio tende a una chiara organizzazione del foglio. Uno degli scriptorium più antichi e produttivi del regno, in quel periodo, fu il Monastero di Luxeuil, fondato nel 590 dal monaco irlandese Colombano di Bobbio, distrutto nel 732, e quindi strettamente legato alla produzione libraria insulare. Fu l'Abbazia di Corbie, fondata nel 662 da Batilde, regina-vedova di Clodoveo II (r. 639–657), a sviluppare un proprio stile di miniatura prettamente "merovingio", con decorazione composta da iniziali zoomorfiche dai vivaci colori. Oltre a Luxeuil e Chelles, l'Abbazia di San Vincenzo (Laon) fu un centro di produzione libraria in epoca merovingia. Dalla metà dell'VIII secolo, questi scriptoria furono comunque tutti fortemente influenzati dalla miniatura insulare: es. il c.d. "Evangeliario di Treviri", prodotto nell'Abbazia di Echternach, mostra chiaramente la collaborazione di scribi e miniatori sia irlandesi sia merovingi.

### Miniatura insulare

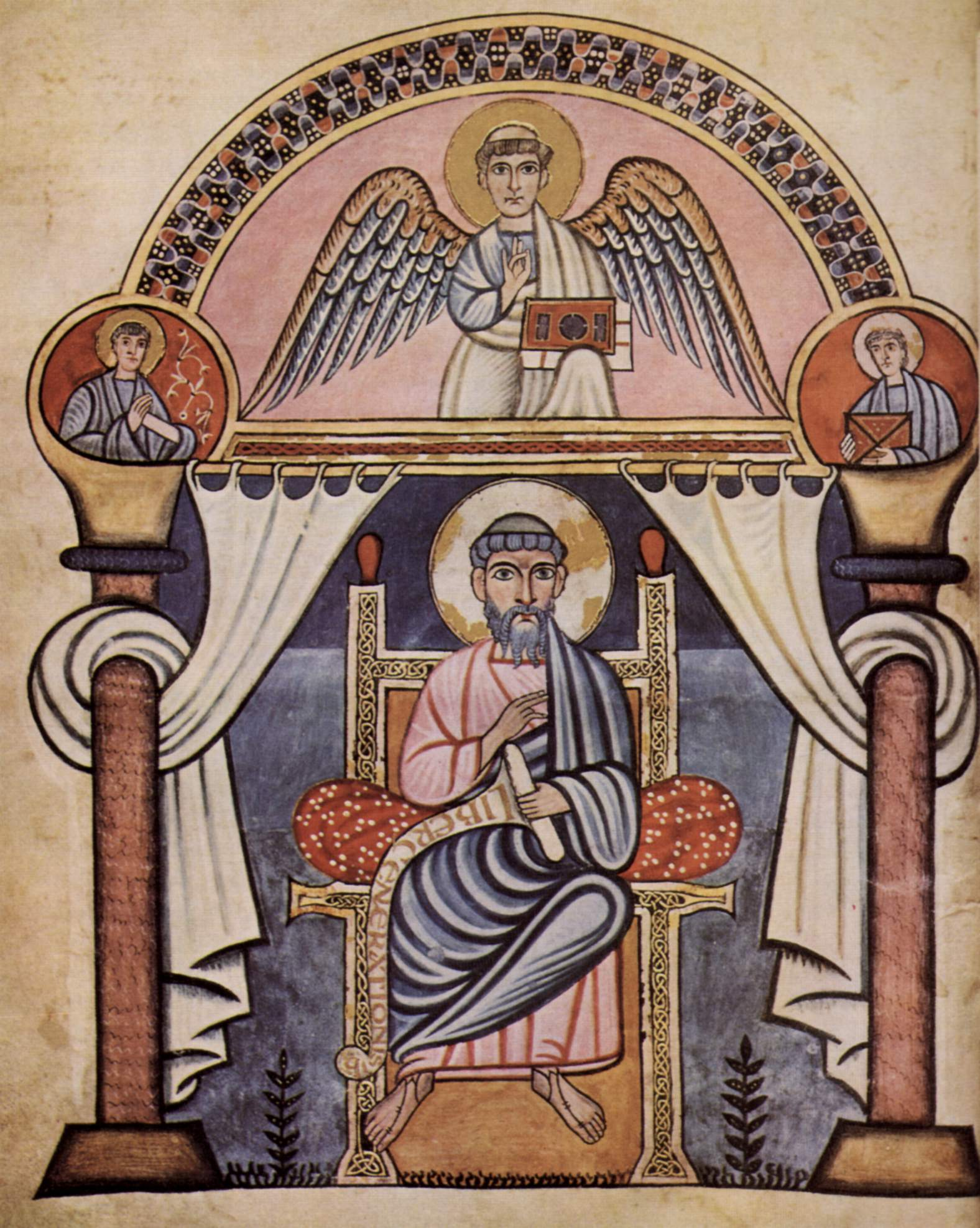
Le miniature classicheggianti del "Codice aureo di Canterbury" (metà dell'VIII secolo) sono insolite per lo stile insulare e anticipano la Schola palatina di Carlo Magno.

Fino alla Rinascita carolingia, le isole britanniche furono il principale baluardo della prima eredità romano-cristiana. Ivi si creò, mescolando tendenze artistiche celtiche ed anglosassoni, uno stile precipuo, la c.d. "Arte insulare". Caratterizzato da un'espressività vigorosa che privilegia l'ornamentazione e resta rigorosamente bidimensionale, contrasta con il suo antinaturalismo il linguaggio artistico delle forme antiche. È solo eccezionalmente che le miniature insulari riprendono elementi di forme classiche, come nel Codex Amiatinus (Inghilterra meridionale, intorno al 700) o nel "Codice aureo di Canterbury" (metà dell'VIII secolo).

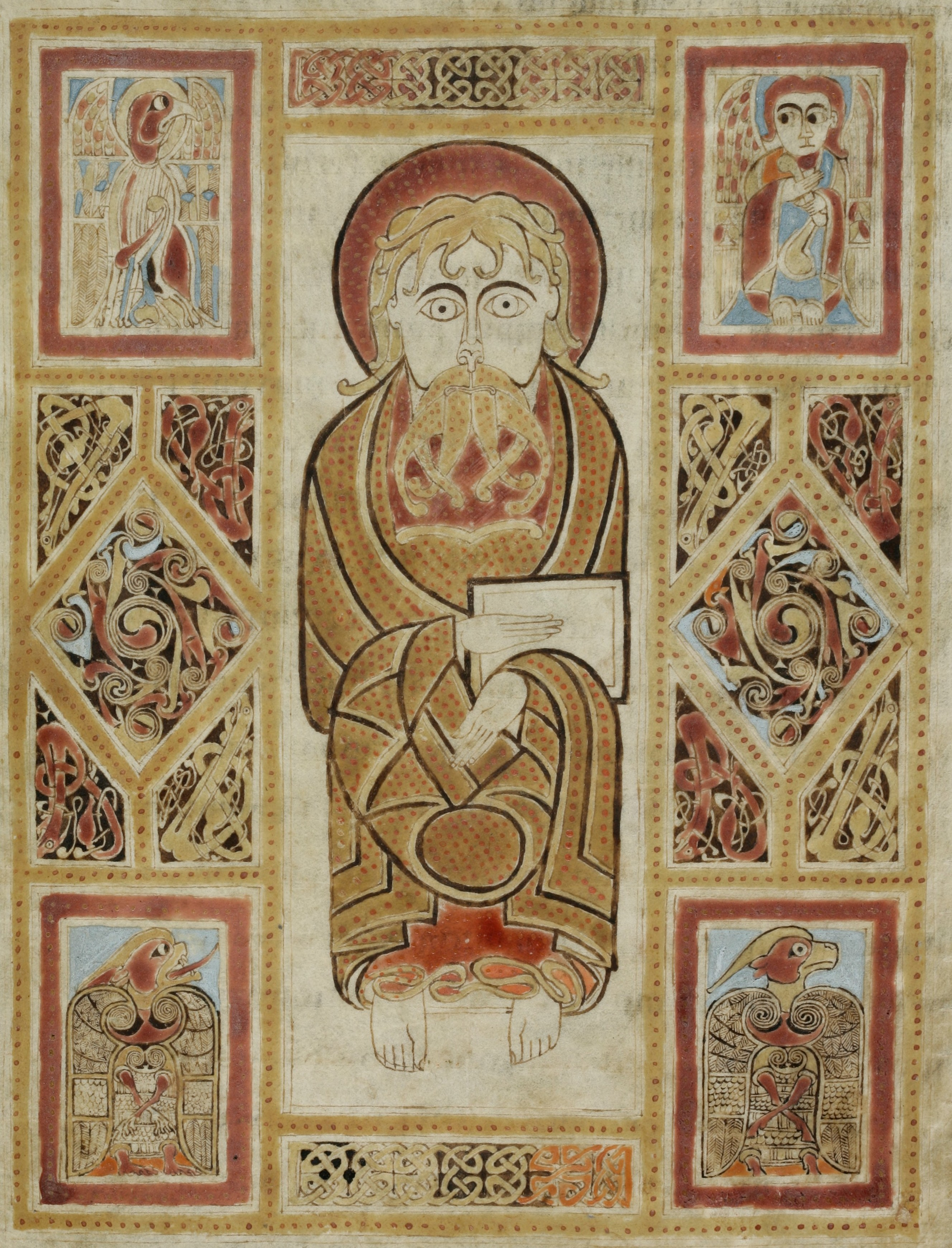
Evangeliario di San Gallo (VIII secolo) arrivò all'Abbazia di San Gallo già nel IX secolo.

Attraverso la missione proveniente dall'Irlanda e dall'Inghilterra meridionale di Colombano di Bobbio, il continente europeo fu fortemente segnato dal monachesimo insulare. I monaci irlandesi fondarono nel VI-VII secolo in tutta la Francia, la Germania e financo l'Italia una fitta rete di abbazie che impropriamente furono chiamate "abbazie scozzesi". Tra queste spiccano Annegray, Luxeuil (abbazia matrice da cui si irradieranno centinaia di fondazioni monastiche insulari, le prime esistenti in Europa, in tutto il regno franco), San Gallo, Fulda, Würzburg, Sant'Emmerano a Ratisbona, Sant'Irmina a Treviri, Echternach e Bobbio. Nell'VIII-IX secolo arrivò una seconda ondata, questa volta di missionari anglosassoni. Le peregrinazioni dei monaci insulari portarono nel continente molti manoscritti miniati (es. l'Evangeliario di San Gallo, prodotto nelle isole nell'VIII secolo ma presente nella biblioteca di San Gallo già nel IX secolo) che esercitarono una forte influenza sugli stili locali, soprattutto nella scrittura e nell'ornamentazione. Mentre in Irlanda e in Inghilterra la produzione di libri crollò in gran parte a causa delle incursioni vichinghi dalla fine del VIII secolo, la produzione di miniature in stile insulare continuò per qualche decennio sulla terraferma. Accanto alle opere prodotte dalla corte carolingia, originò infatti un ramo continentale dell'arte insulare, promosso dai monaci migrati in territorio franco per sfuggire ai norreni, che, nella seconda metà del IX secolo, arrivò ad influenzare la produzione carolingia originando la c.d. "Scuola franco-sassone" (v.si seguito) che riprendeva elementi della miniatura celtico-anglosassone, in particolare nel frontespizio.

### Arte antico-romana

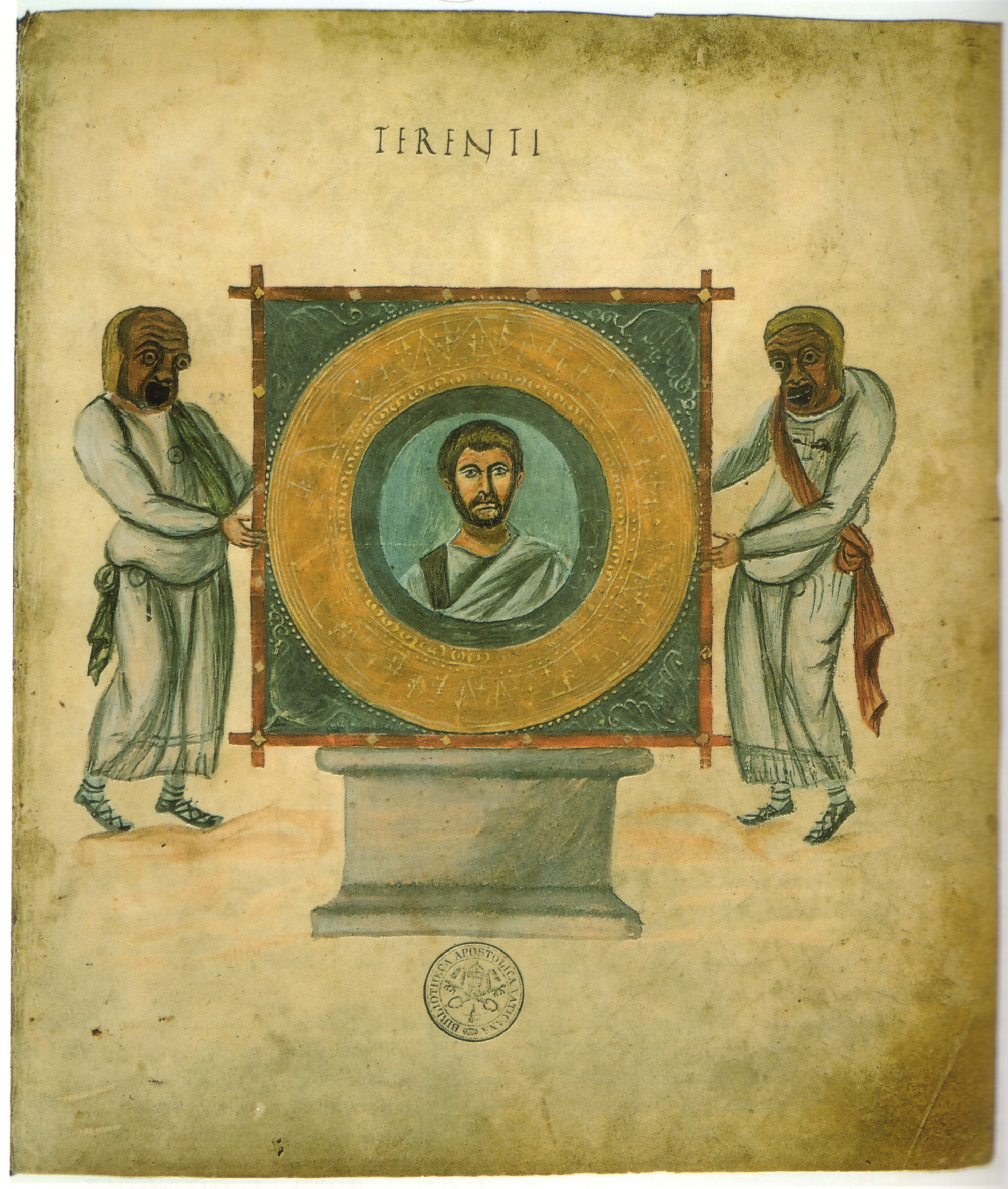
Ritratto di Terenzio, Copia carolingia del "Terenzio vaticano" (Lotaringia, forse Aquisgrana, 825 circa).

Il ritorno all'antichità è, per eccellenza, caratteristica dell'arte carolingia. L'adattamento programmatico all'arte antica si orienta sistematicamente verso il tardo impero romano, confluendo nell'idea fondamentale di renovatio imperii romani. L'arte carolingia si pone dunque come erede dell'arte dell'Impero Romano tanto quanto l'impero di Carlo Magno vuole esserne l'erede socio-politico. Le arti sono pertanto strumento essenziale nel generale contesto della rinascita carolingia.
Per accogliere e comprendere l'arte antica era però mandatario che il pubblico franco studiasse le opere originali, conservate in gran numero a Roma. Per artisti e studiosi transalpini che non conoscevano l'Italia in prima persona, la miniatura paleocristiana giocava un ruolo importante, perché accanto alla scultura, solo il libro entra nelle officine e nelle biblioteche a nord delle Alpi. È stato possibile dimostrare che lo scriptorium della Basilica di San Martino (Tours) possedette originali antichi poi usati come modelli per la copia: cioè valse ad es. per il "Virgilio vaticano", le cui immagini furono copiate ed inserite nelle Bibbie prodotte a Tours. Altri manoscritti conservati nelle principali biblioteche includono il Codex Cottonianus, la cui importanza per gli sviluppi della miniatura carolingia nel IX secolo verrà approfondita più avanti, e la "Bibbia di Leone" del V secolo.
Molti manoscritti miniati dell'Antichità ci sono oggi accessibili solo attraverso queste copie carolingie.

### Bisanzio

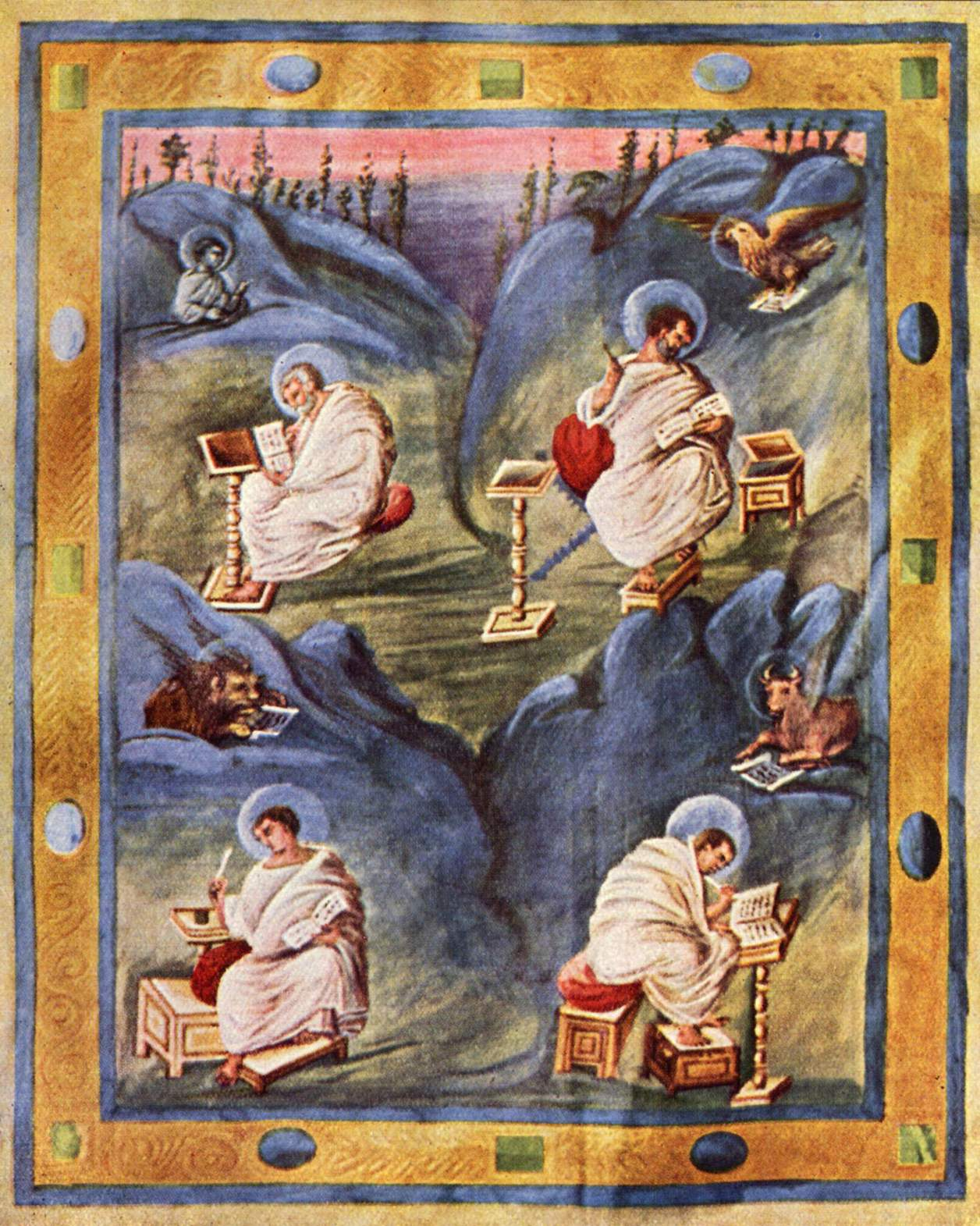
I quattro evangelisti nel Libro dei Vangeli del Tesoro miniato da artisti italo-bizantini (Aquisgrana, inizio IX secolo).

Oltre ad una propria produzione originale, l'arte bizantina stessa era veicolo di trasmissione del patrimonio artistico antico-romano e paleocristiano, rielaborato e sviluppato in soluzione di continuità. Tuttavia, l'Iconoclastia bizantina del 726–843, entrata nella sua fase più intransigente durante il regno di Costantino V (r. 741–775), minò la produzione artistica delle immagini religiose e attirò su di esse un'ondata di distruzione, provocando una grave rottura nella continuità della tradizione.
L'Esarcato di Ravenna, solida testa di ponte bizantina in Italia fino al 751, divenne dunque la valvola di sfogo degli artisti dissidenti, soprattutto monaci, duramente perseguitati dal generale bizantino Michele Lacanodracone in patria negli anni 760, che fuggivano da Bisanzio e dall'Iconoclastia. Queste specializzate (ed apprezzate) maestranze vennero subito fagocitate dalla committenza romana, ormai unica latrice dell'eredità culturale bizantina sulla terraferma italiana e, tramite essa, dai Franchi di Pipino il Breve, nuovo braccio armato secolare del Papa (v.si Promissio Carisiaca). Carlo Magno, figlio e successore di Pipino, seppe servirsi di tali maestranze per creare le opere della sua Schola palatina.

### L'Italia
L'Italia non fu però solo importante veicolo di trasmissione verso il neonato impero dell'arte classica e dell'arte di Bisanzio. Roma stessa fu interessata da una renovatio molto marcata, specchio di quella franca. Nel suo ruolo di protettore del Papato, il Regno dei Franchi supportò la Città Eterna che, nonostante il suo declino dai tempi delle invasioni barbariche, era ancora fortemente percepita come il Caput Mundi, il "capo/centro del mondo". Nel 774 e nel biennio 780-781, oltre che in occasione della sua incoronazione a imperatore nell'800, Carlo Magno stesso soggiornò spesso nell'Urbe per qualche tempo.
Dopo la conquista (774) del Regno longobardo da parte di Carlo Magno, si svilupparono verso nord ricche correnti culturali. Le miniature della scuola di corte di Carlo Magno mostrano infatti somiglianze interessanti con la miniatura longobarda. Le nuove idee dei re franchi che commissionano prestigiosi manoscritti possono essere paragonate a esempi della corte di Pavia, capoluogo della Langobardia Maior. Tanto più che i longobardi stessi, nel Sud Italia (v.si Scuola beneventana) avevano già cominciato ad elaborare stilemi, in parte originali e in parte di derivazione bizantina, caratterizzati dall'impiego di colori luminosi e resi vibranti dal ricorso alla lumeggiatura.

## Sviluppo della miniatura carolingia
Non esiste un unico stile carolingio. Si formano tre rami, che sono attaccati a scuole di illuminazione molto diverse. Due scuole furono annesse alla corte di Carlo Magno ad Aquisgrana intorno all'800: "Scuola di corte" e "Scuola del palazzo" (lat. Schola palatina). Su queste basi si svilupparono marcati stili di bottega, soprattutto a Reims, Metz e Tours, che rimasero produttivi per poco più di due decenni. Il lavoro prodotto dipendeva quindi fortemente dalla tradizione dello scriptorium di provenienza, dal contenuto e dalla qualità della biblioteca già presente (per copie, ispirazioni, ecc.), nonché dalla personalità (e dalla borsa) del committente. Come anticipato, in seno alle terre dell'Impero interessate dall'emigrazione dei monaci insulari in fuga dai vichinghi, sviluppò un terzo stile, in gran parte indipendente da quello delle scuole di corte e legato alla tradizione della miniatura insulare, che prese il nome di "Scuola franco-sassone" (v.si seguito) e dominò la miniatura verso la fine del XI secolo.
Le due scuole della corte di Carlo Magno hanno in comune una netta distinzione dal linguaggio dell'antichità, nonché un'inedita ricerca sulla chiarezza dell'impianto della miniatura. Per quanto le luminarie isolane e merovinge prediligano arabeschi astratti e animali schematizzati, la miniatura carolingia riprende gli ornamenti classici della ove, della palmette, dei tralci di vite e delle foglie d'acanto. Nell'illustrazione figurativa, gli artisti si sforzano di fornire una rappresentazione comprensibile dell'anatomia e della fisiologia, del rilievo dei corpi, della profondità degli spazi e degli effetti della luce sulle superfici. Sono soprattutto questi elementi di verosimiglianza superiori a quelli delle scuole precedenti, le cui rappresentazioni del mondo reale, a differenza delle loro immagini astratte, sono "insoddisfacenti", per non dire ridicole, a fare della miniatura carolingia un fenomeno artistico a sé.
Quello poi che può essere definito "ordinamento" della miniatura è solo una parte della riforma carolingia dell'arte manoscritta. Si forma un tutto con la cura riservata alla redazione delle edizioni modello dei libri biblici, nonché con lo sviluppo di una scrittura unitaria e chiara, la minuscola carolina. Viene inoltre ripreso l'intero canone delle scritture antiche, essenzialmente come elemento di segmentazione e ornamento del testo; ad esempio l'onciale e il semi-onciale.

### Motivi iconografici
Collegamento tra testo e immagine, il libro diventa uno strumento fondamentale per diffondere il pensiero rinnovatore carolingio. Il Vangelo è al centro degli sforzi di rinnovamento, nel desiderio di uniformare la liturgia. Il Salterio è il primo tipo di libro di preghiere. A metà del IX secolo circa, la gamma dei libri miniati s'allargò per includere la Bibbia completa e il Sacramentario. La admonitio generalis del 789 richiese esplicitamente che l'esecuzione dei libri liturgici fosse affidata a mani esperte (lat. perfectae aetatis homines).
L'ornamento principale dei Vangeli era la rappresentazione dei quattro Evangelisti. Il Cristo in gloria, immagine di Cristo sul suo trono, è rappresentato solo di rado all'inizio. Le immagini di Maria o di altri santi difficilmente compaiono durante il periodo carolingio. Nel 794, il Sinodo di Francoforte studiò il problema dell'iconoclastia bizantina e proibì l'iconodulia (poiché mal interpretata come idolatria) ma diede alla miniatura il compito d'insegnare e istruire. La posizione di Carlo Magno e della sua corte nei riguardi del problema costituito dalle lotte iconoclaste era descritta nei Libri Carolini; si trattava di una posizione di compromesso che pur non accettando le posizioni degli iconoduli assegnava all'immagine un compito educativo. Col tempo le rigidità iniziali andarono allentandosi. L'immagine del Cristo in trono, rappresentata solo raramente all'inizio dell'epoca carolingia, divenne a partire dalla metà del IX secolo un motivo centrale negli evangeliari e nelle Bibbie di Tours entrando a far parte, insieme alle tipiche figure degli evangelisti, di un ciclo iconografico stabile. Nell'Evangeliario di Godescalco apparve per la prima volta il motivo della fontana della giovinezza, ripreso in seguito nell'Evangeliario di Saint-Médard de Soissons. Tema iconografico nuovo era anche l'agnello sacrificale.

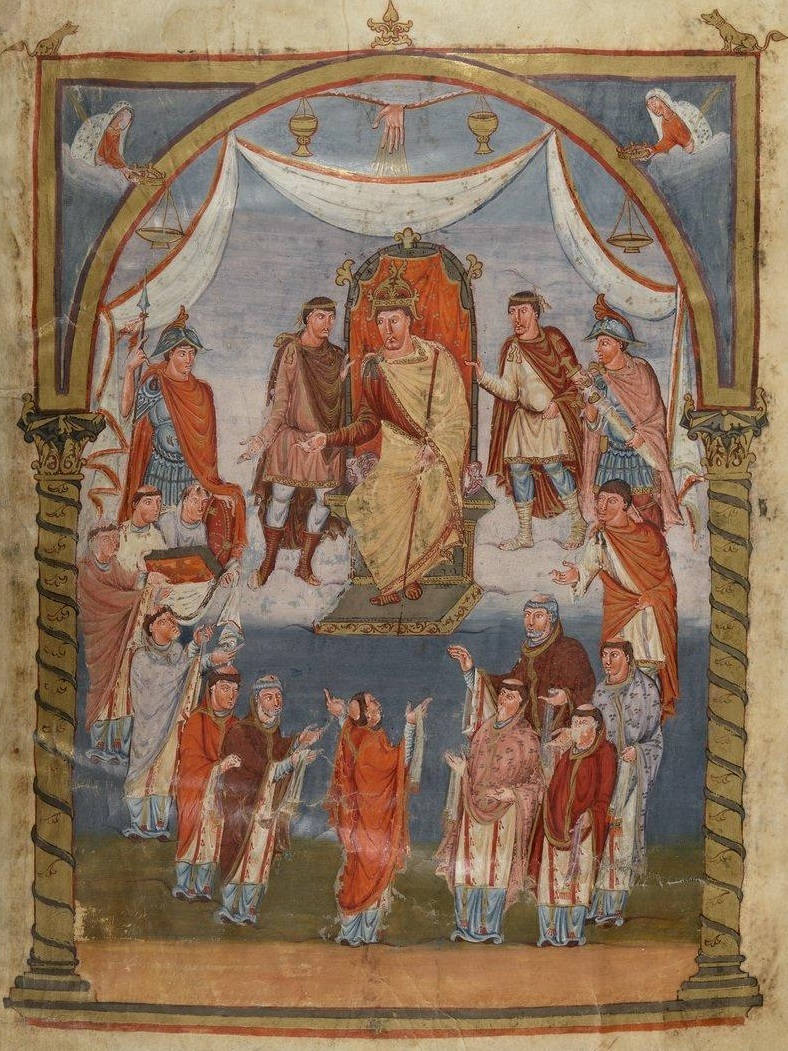
Carlo il Calvo e la "mano divina" nella Prima Bibbia di Carlo il Calvo (Parigi, BnF, Ms. lat. 1, f. 423r).
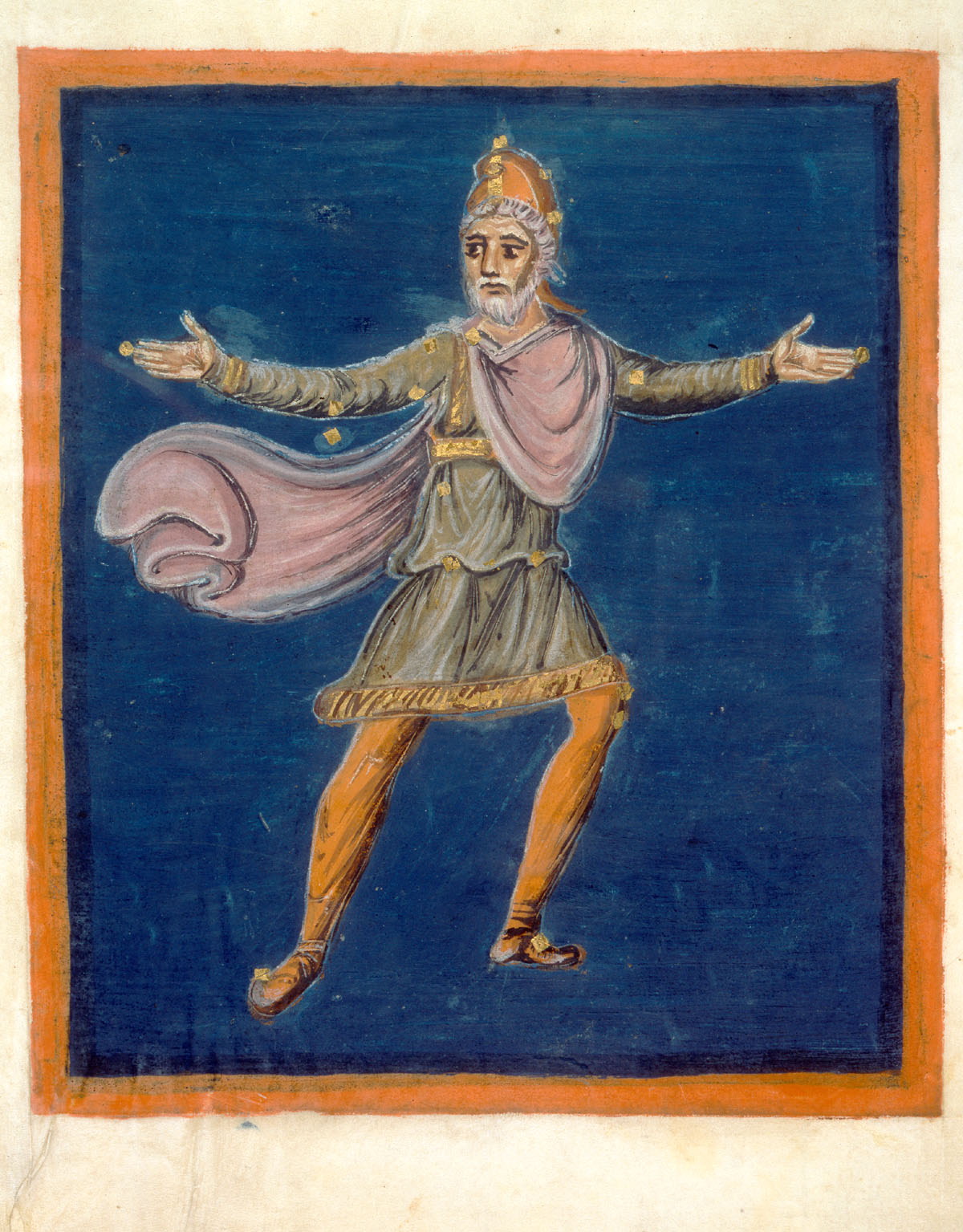
Rappresentazione di Cefeo negli Aratea di Leida.

Con Ludovico il Pio anche il ritratto dell'imperatore divenne tema ricorrente nei manoscritti di Tours. Nell'ambito della ripresa dell'eredità romana come elemento di legittimazione della regalità, questo motivo acquisì un'importanza particolare. Confrontando queste immagini con la letteratura contemporanea, ad esempio la Vita et gesta Caroli Magni di Eginardo, se ne comprende la natura tipologica, nello stile dei ritratti imperiali romani. Il carattere sacrale della dignità imperiale poteva essere variamente sottolineato, ad esempio facendo apparire la mano di Dio al di sopra dell'imperatore stesso, ma l'immagine più significativa sotto questo aspetto è il ritratto di Ludovico il Pio con aureola e croce che illustra il Liber de laudibus Sanctae Crucis di Rabano Mauro.
Al confronto dei libri liturgici, i libri laici miniati sono rari, tra questi: gli Aratea di Leida (830-840), Il Fisiologo di Berna (Reims, 825-850), il De institutione arithmetica Libri II di Boezio miniato a Tours verso l'840 per Carlo il Calvo; le commedie di Terenzio, miniate nell'825 in Lotaringia e nella seconda metà del IX secolo a Reims.

## Sviluppo storico della miniatura carolingia

### La miniatura nell'epoca di Carlo Magno

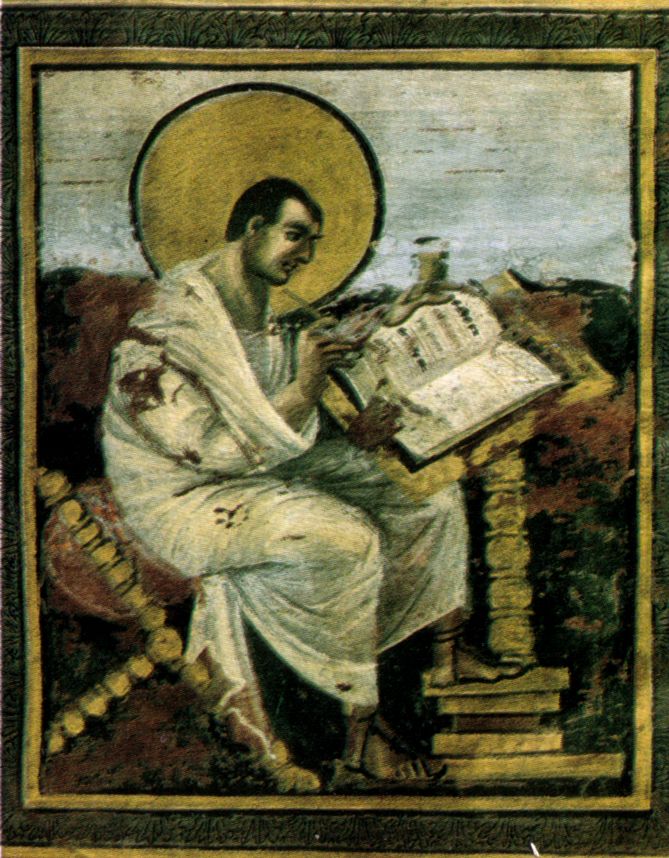
Evangeliario dell'Incoronazione, San Matteo, inizio IX secolo (Vienna, Kunsthistorisches Museum).

La cultura libraria merovingia, influenzata dalla miniatura insulare, fu interrotta alla fine dell'VIII secolo, quando Carlo Magno (768-814) riunì i più grandi intellettuali del suo tempo presso il Palazzo di Aquisgrana con l'intento di riformare la cultura nel regno. A seguito del viaggio in Italia compiuto nel 780-81 nominò direttore della schola palatina Alcuino di York. Tra i saggi riuniti ad Aquisgrana vi furono Paolo Diacono e Teodulfo. Molti tra coloro che fecero parte della scuola di palazzo furono in seguito inviati come abati o vescovi nei centri culturali più importanti del regno per diffondervi la cultura elaborata a corte. Teodulfo fu nominato vescovo d'Orléans, Alcuino vescovo di Tours nel 796. Dopo di lui, la scuola di Aquisgrana fu affidata alla direzione di Eginardo.
Gli stili delle diverse scuole carolinge riflettono le differenti fonti meridionali dalle quali provenivano i modelli di riferimento. Le prime scuole sottoposte alla diretta influenza di Carlo Magno, malgrado le differenze stilistiche, avevano in comune la ricerca della chiarezza e dell'ordine nell'impaginazione, la ripresa dei motivi ornamentali classici, della struttura organica dei corpi e dello spazio nelle parti figurative, degli effetti della luce sulle superfici. Questo riordino del disegno e dell'impaginazione non era che una parte della riforma carolingia in ambito librario, la quale si applicava con altrettanta attenzione alla riproduzione dei testi originali, effettuata con una scrittura che veniva resa unica e chiara.
Si distingue in primo luogo la "scuola di corte" (lat. Schola palatina), alla quale si collega il gruppo di opere chiamate convenzionalmente gruppo di Ada prodotte in uno scriptorium palatino di incerta ubicazione. I primi manoscritti della scuola si mostrano ancora legati allo stile della miniatura insulare, nei contorni marcati e nelle architetture che incorniciano figure piatte e rigidamente solenni. Dallo stile del gruppo di Ada si allontana un altro gruppo di codici, caratterizzato invece da un deciso recupero della pittura ellenistica, formato dall'Evangeliario dell'Incoronazione, dall'Evangeliario di Aquisgrana e dall'Evangeliario di Xanten. A partire da queste si svilupparono in seguito altre scuole legate ai diversi scriptoria annessi ai monasteri di Reims, Metz e Tours. Il loro stile dipendeva dalla tradizione dello scriptorium stesso, dal contenuto e dalla qualità della biblioteca annessa e dalla personalità del mecenate.

#### Il gruppo di Ada o scuola di corte

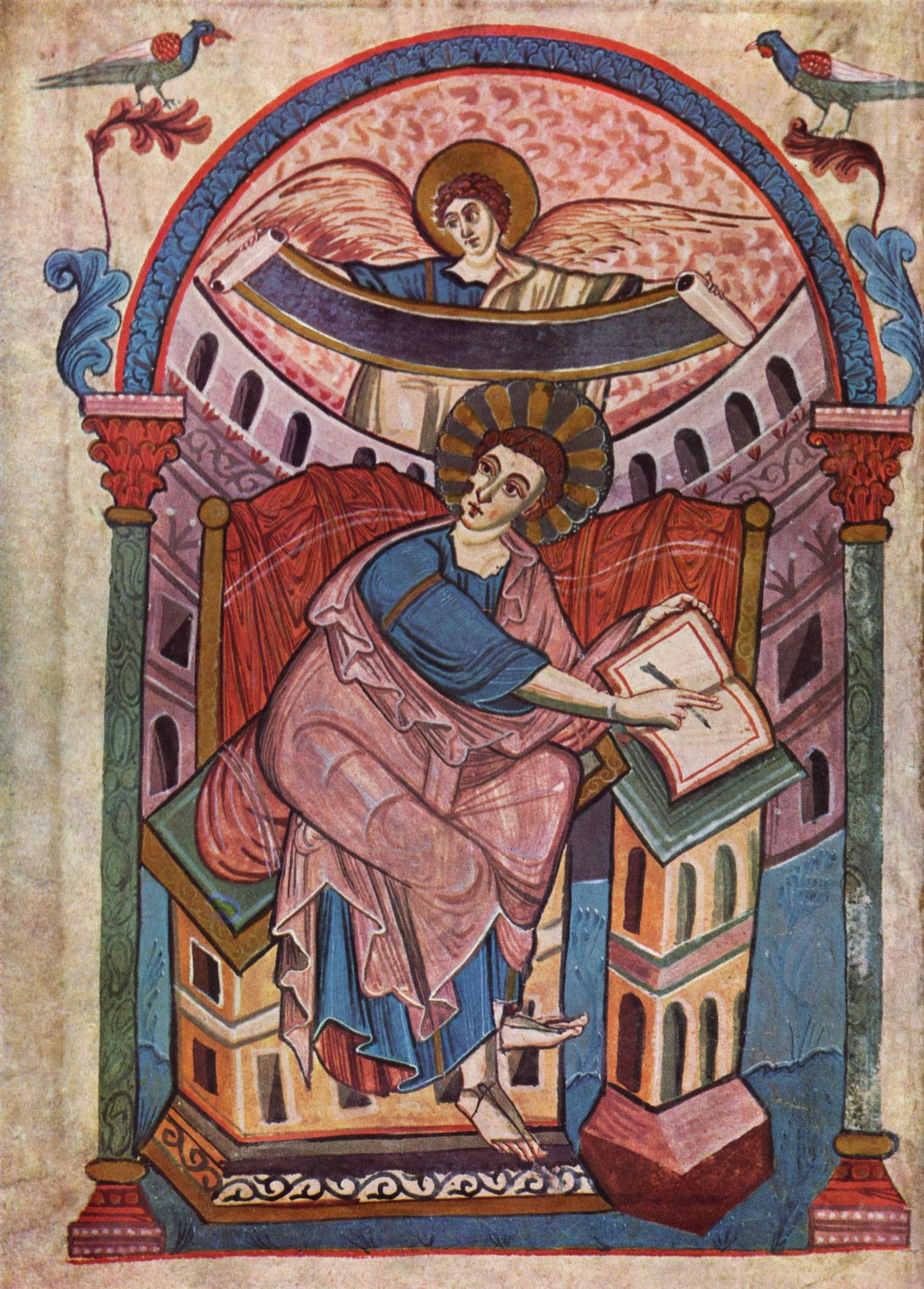
Evangeliario di Ada, San Matteo (Treviri, Staatsbibliothek, Cod. 22).

Il gruppo di Ada è un gruppo di codici miniati riuniti dagli studiosi Janitschek e Menzel nel 1889 sotto il nome della committente di un evangeliario conservato a Treviri, il c.d. "Evangeliario di Ada".
L'opera più antica del gruppo è l'Evangeliario di Godescalco commissionato da Carlo Magno in occasione del battesimo di Pipino, figlio di Carlo, avvenuto a Roma nel 781. Nel codice purpureo, con testo a inchiostro d'oro e d'argento, le miniature a piena pagina (il Cristo in gloria, i quattro evangelisti e la fontana della giovinezza) sono già di ispirazione ravennate, mentre la grande pagina iniziale, le lettere iniziali ornate e una parte della decorazione sono in stile insulare. È possibile che questa prima grande opera della miniatura carolingia non sia stata realizzata ad Aquisgrana ma piuttosto a Worms.
In seguito la scuola si impadronì di un maggiore naturalismo e senso della plasticità di cui sono esempio l'Evangeliario aureo di Harley (Londra, British Library, Harley Ms. 2788), l'Evangeliario di Ada datato al 790 circa (Stadtbibliothek di Treviri) e l'Evangeliario di Lorsch, dell'810. Questi evangeliari, tutti datati tra VIII e IX secolo, mostrano, pur mantenendo il tipico stile lineare delle origini, un aulico stile bizantino nella rinnovata attenzione alla precisa elaborazione delle forme, con alcune influenze tipicamente occidentali, quali è possibile leggere nelle finte architetture di sfondo o nell'uso di cornici composte da archi e colonne, evidente richiamo agli avori paleocristiani del IV – V secolo. Al gruppo di Ada appartengono ancora il Salterio di Dagulfo, l'Evangeliario di Saint-Riquier e l'Evangeliario di Saint-Médard de Soissons.
La scuola di corte sembra essersi dispersa dopo la morte di Carlo Magno lasciando di sé scarse tracce nella miniatura dei decenni seguenti. Se ne trovano nell'Abbazia di Fulda, a Magonza a Salisburgo e nei dintorni di Saint-Denis.

#### Il gruppo dell'Evangeliario dell'Incoronazione

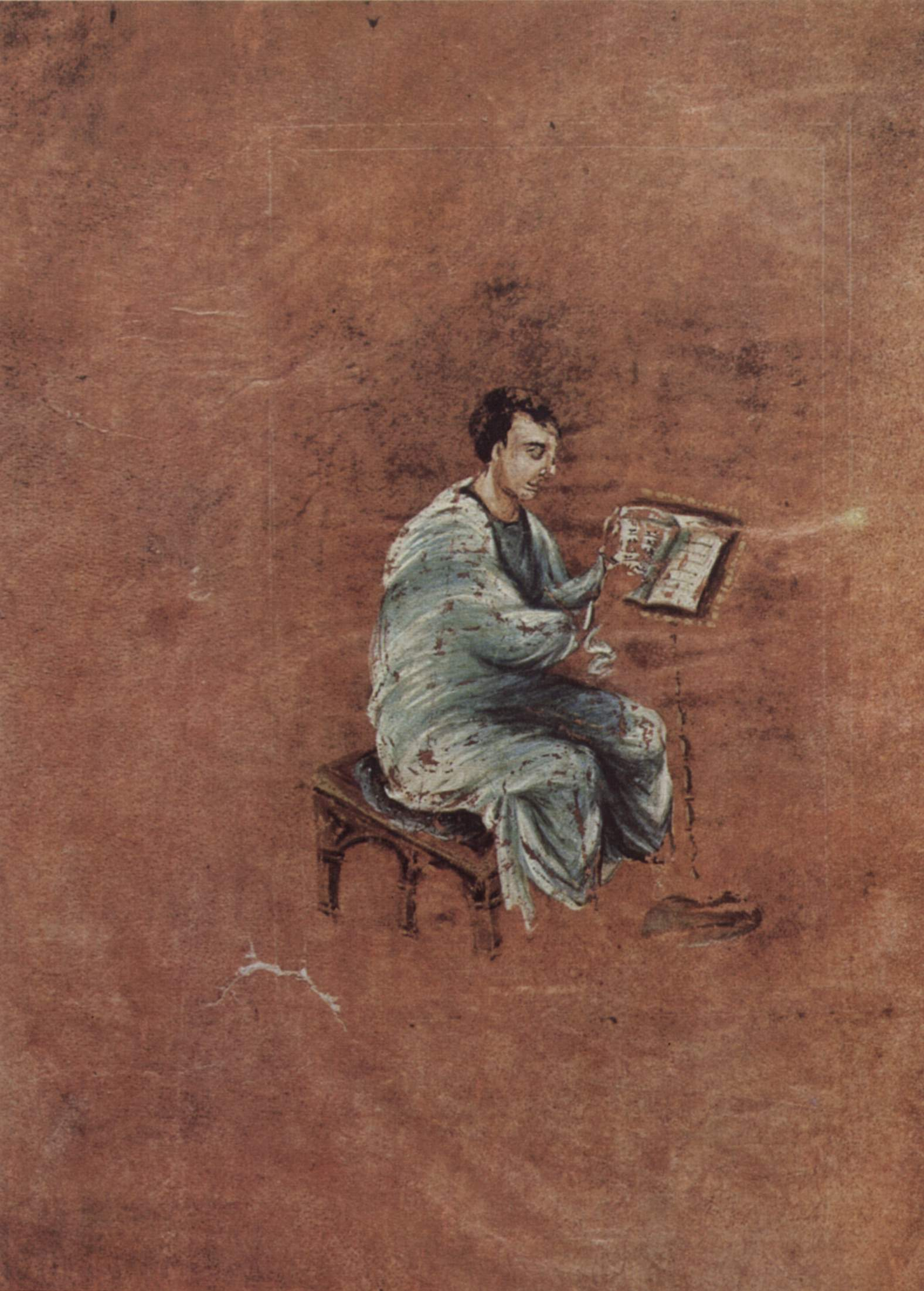
Evangeliario di Xanten, Ritratto di evangelista, 810 circa (Bruxelles, Bibliothèque royale de Belgique, Ms. 18723, f. 18v).

Il secondo gruppo di manoscritti, chiaramente distinto dal gruppo di Ada nel chiaro riferimento alla tradizione ellenistica, venne riunito per affinità stilistica intorno all'Evangeliario dell'Incoronazione. Lo stile impressionistico di questi manoscritti non ha precedenti nell'Europa del nord e per il naturale virtuosismo con il quale furono riprodotte le forme dei modelli greco-ellenistici si ipotizza l'apporto diretto di artisti bizantini o di provenienza italiana. Le monumentali figure degli evangelisti, sapientemente modellate, sono rappresentate nella posizione dei filosofi antichi, entro sfondi paesaggistici aerei e luminosi.
Nell'età di Carlo Magno il gruppo dell'Evangeliario dell'Incoronazione non ebbe vasto seguito e rimase piuttosto all'ombra della scuola di corte. In seguito alla morte di Carlo Magno questa corrente neoellenistica venne ripresa dallo scriptorium di Hautvillers fondato dal vescovo Ebbone, consigliere di Ludovico il Pio, nei pressi di Reims; i miniatori di Reims vi aggiunsero una tensione dinamica ed emotiva, ottenuta attraverso la linea vivace e il gusto visionario, esemplificato dall'Evangeliario di Ebbone, che avrebbe avuto grande influenza sulla produzione successiva.

### La miniatura nell'epoca di Ludovico il Pio
Dopo la morte di Carlo Magno, sotto il regno di Ludovico il Pio (814-840), il centro propulsivo della produzione carolingia si spostò a Reims guidata nel secondo e terzo decennio del secolo dall'arcivescovo Ebbone. Nelle opere dei miniatori di Reims la linea espressiva e nervosa disegnava personaggi avvolti da un'estasi agitata che li allontanava dagli armoniosi modelli antichi.
Per corrispondenza stilistica con l'Evangeliario di Ebbone si attribuì agli stessi anni e alla stessa scuola il noto Salterio di Utrecht (dal luogo di conservazione, nei Paesi Bassi) realizzato in bianco e nero con disegno al tratto, tra l'816 e l'835. Il manoscritto riprende la maniera impressionistica dei prototipi greci che ci è nota ad esempio tramite i frammenti del Codex Cottonianus opera di un pittore alessandrino del V-VI secolo. Vi si riscontrano un'innovativa vitalità espressiva, un segno grafico dinamico e uno stile narrativo efficace e sintetico, qualità pienamente medievali e sconosciute al mondo bizantino.

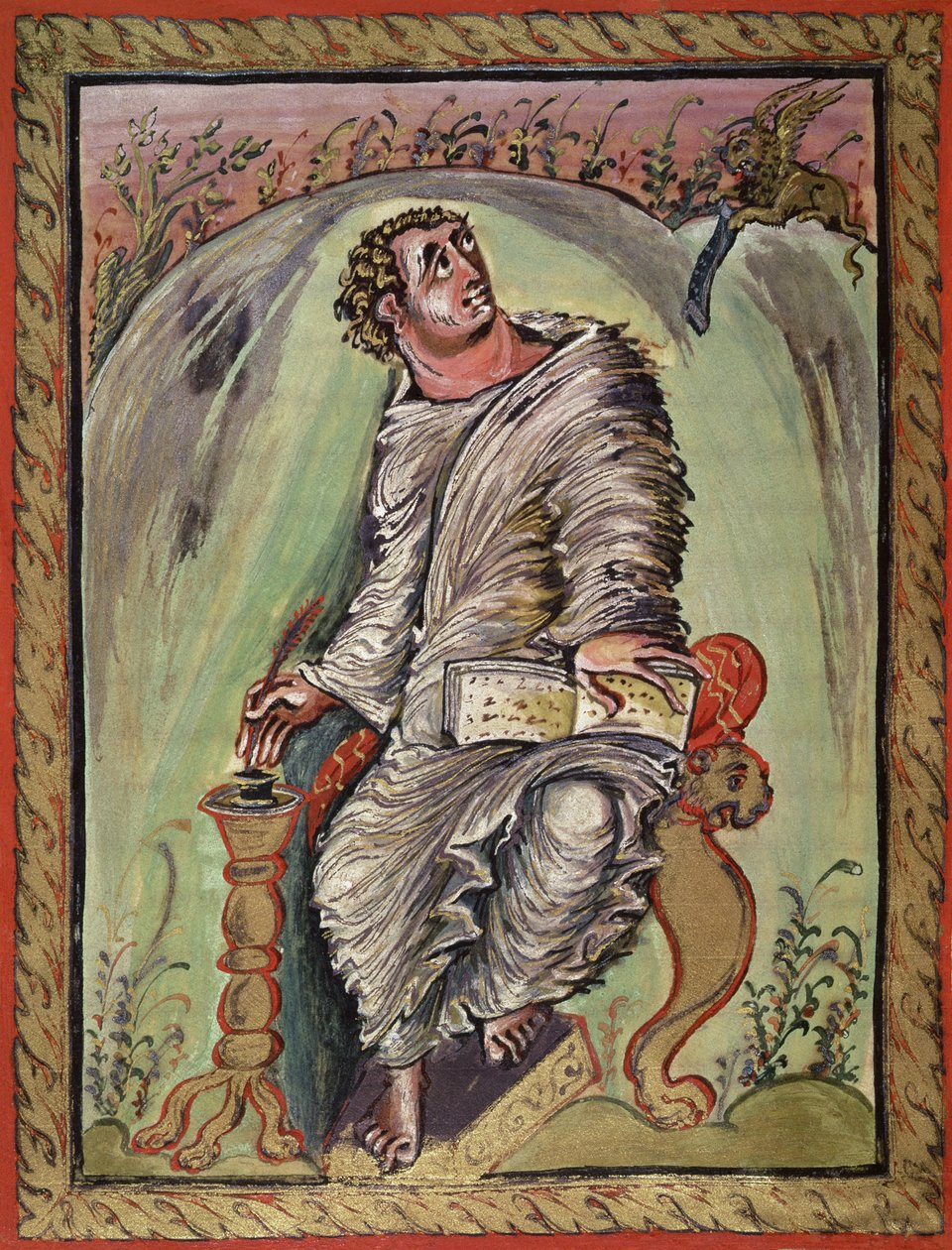
Vangeli di Ebbone, San Marco (Epernay, Bibliotheque Municipale, Ms. 1, f. 18v).
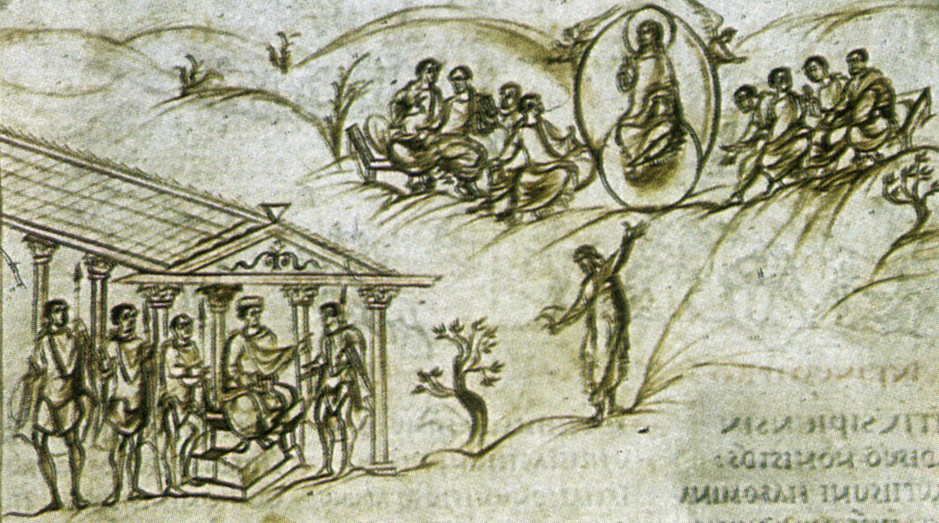
Salterio di Utrecht (Utrecht Bibliothek der Rijksuniversiteit, Ms. 32 f. 30r).
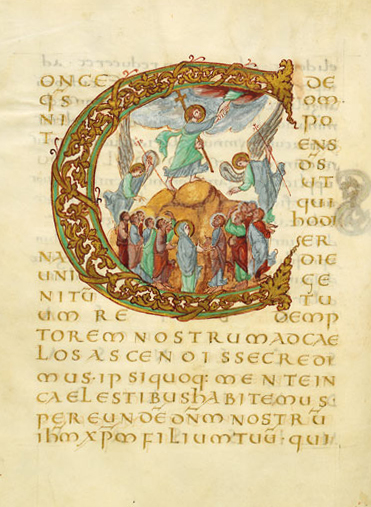
Sacramentario di Drogone, Iniziale C, (Parigi, BnF, Ms. lat. 9428, f. 71v).

La scuola di miniatura di Reims trasmise il proprio stile agli intagliatori d'avorio locali, attivi nel periodo di Carlo II il Calvo e autori di una serie di opere riunite sotto il nome convenzionale di avori di Liutardo, dal nome del miniatore francese che decorò alcune opere commissionate da Carlo.
Durante l'abbaziato di Alcuino (796-804) lo scriptorium di Tours non volse la propria attività alla produzione figurata. Una grande Bibbia miniata intorno all'840 (la Bibbia di Moutier-Grandval, Londra, British Library, MS Add. 10546) mostra come già quasi alla metà del secolo i miniatori di Tours seguissero ancora fedelmente i modelli antichi, con fare inesperto.
Con l'arcivescovo Drogone di Metz (823-855), figlio naturale di Carlo Magno, la scuola di Metz produsse capolavori come il Sacramentario di Drogone, con una sola rappresentazione a piena pagina e numerose iniziali riccamente istoriate e ornate.

### La miniatura nell'epoca di Carlo il Calvo

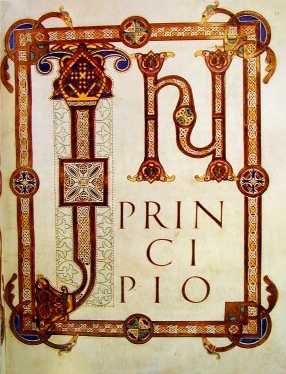
Seconda Bibbia di Carlo il Calvo, Pagina iniziale (Parigi, BnF, lat. 2, 11r).

La miniatura carolingia raggiunse il suo apogeo con Carlo il Calvo. Il lavoro di avvicinamento nei riguardi dei modelli antichi compiuto dallo scriptorium dell'abbazia di Tours giunse, sotto la guida dell'abate Adalardo (834-843) e del conte Viviano (843-851), agli esiti testimoniati dalla Prima Bibbia di Carlo il Calvo o Bibbia di Viviano (846), miniata da un artista che aveva avuto modo di visionare le novità provenienti da Reims, e dall'Evangeliario di Lotario. Il monastero di Tours fu distrutto dai Normanni nell'853 e il ruolo di sede dello scriptorium di corte di Carlo il Calvo venne ereditato dalla basilica di Saint-Denis dove si produssero verso l'870 opere riccamente miniate come il Codice aureo di Sant'Emmerano e la Bibbia di Saint-Paul. Il Codice aureo è così denominato per l'uso particolarmente esteso dell'oro, caratteristica che è stata messa in relazione con la metafisica della luce di matrice plotiniana, ripresa da Scoto Eriugena e destinata ad avere grande importanza nel pensiero medievale.

#### La scuola franco–sassone
Sempre nell'ambito della committenza di Carlo II si verificò una rinascita della miniatura insulare anglo-irlandese, che prende il nome di Scuola franco-sassone, una corrente diffusa nei territori dell'attuale Belgio e nella Germania del Nord, la quale, prendendo a modello le opere anglo-irlandesi dell'VIII secolo, si volse nuovamente al gusto decorativo della miniatura insulare di epoca precarolingia. Anticipazioni di questa tendenza si ebbero nell'abbazia di Saint-Amand con la cosiddetta Seconda Bibbia di Carlo il Calvo, risalente a circa l'870, nella quale si tornò alla decorazione "aniconica", priva delle piene pagine figurate, alle decorazioni angolari e alle grandi lettere capitali dalla geometria armoniosa e raffinata. Emersero in questo periodo nuovi scriptoria che ne diedero ulteriori esempi: le abbazie di Saint-Vaast ad Arras, di Saint-Omer e di Saint-Bertin. Da quest'ultima proviene il Salterio di Ludovico II il Germanico, scritto nel terzo o quarto decennio del IX secolo.

### Altri centri di produzione
Benché i codici miniati più importanti siano usciti da scriptoria di palazzo e da abbazie o sedi episcopali strettamente legate alla corte, molte scuole monastiche coltivarono le proprie tradizioni spesso legate originariamente alla produzione insulare o merovingia. Ne è esempio l'abbazia di Corbie, dove sembra sia stata elaborata la minuscola carolina. Del 788 circa è il Salterio di Montpellier, riccamente decorato e probabilmente realizzato per un membro della famiglia ducale di Baviera nel Monastero di Mondsee. Nello stesso monastero venne redatto, intorno all'800 il Codex Millenarius maior, ora conservato nell'abbazia di Kremsmünster.
Le Bibbie e gli evangeliari scritti durante il primo quarto del IX secolo sotto la direzione del vescovo Teodolfo d'Orléans formano un caso a parte. Teodolfo era, a fianco di Alcuino, uno dei più grandi teologi della corte di Carlo Magno, e verosimilmente l'autore dei Libri Carolini; la sua tendenza iconoclasta era ancora maggiore di quella di Alcuino e i codici prodotti dal suo scriptorium a Orléans, benché scritti con oro e argento su pergamena purpurea, presentano quale unico elemento decorativo la struttura architettonica che tipicamente accompagnava le tavole canoniche. Un evangeliario dell'abbazia di Fleury, che dipendeva dalla diocesi di Orléans, contiene, a fianco delle 15 tavole canoniche, una sola miniatura con i simboli degli evangelisti.
La scuola dell'abbazia di Fulda sembra seguisse direttamente la tradizione di Aquisgrana, ma nella figura aureolata di Ludovico il Pio, nella copia del Liber de laudibus Sanctae Crucis, guarda a modelli greci e prende esempio dalle rappresentazioni di Costantino il Grande. Tardoantichi erano i modelli degli scriptoria di Salisburgo e Saint-Amand. L'abbazia di San Gallo era posta sotto la diretta protezione imperiale, ma i modelli di riferimento del suo scriptorium erano indipendenti da quelli carolingi e più legati all'Italia settentrionale. Qui, alla fine dell'VIII secolo, si data il codice di Egino, con i testi dei padri della Chiesa e le loro figure miniate a piena pagina su fondo d'oro, con linguaggio che recupera il tardoantico, forse derivandolo da un modello del VI secolo, secondo una tendenza diffusa, come testimoniato dagli affreschi della chiesa di San Zeno a Bardolino. Verso sud, la produzione libraria di epoca carolingia si concentrava negli scriptoria monastici di Bobbio, Nonantola, Montecassino e San Vincenzo al Volturno.

### Il passaggio all'arte ottoniana

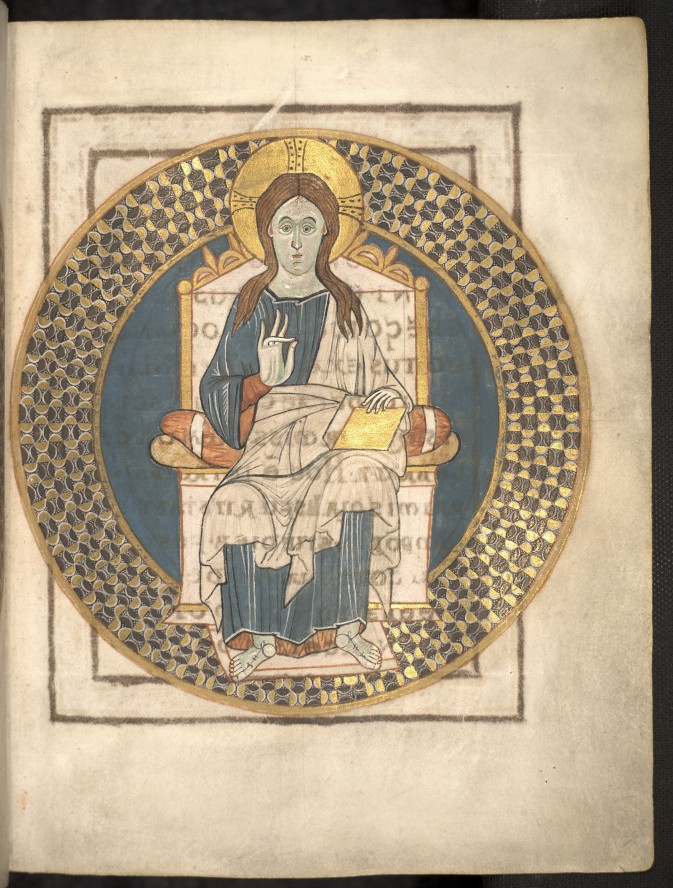
Sacramentario di Petershausen, "Cristo in gloria" (f. 41r).

Dopo la morte di Carlo il Calvo nell'877 e per circa un secolo non si ebbero novità nelle arti grafiche. L'arte della miniatura venne praticata solo nelle abbazie e a un livello modesto, mentre scomparivano le committenze nobiliari. Con i cambiamenti nei rapporti di forza, crebbe l'importanza dei monasteri della Francia orientale. Lo stile delle iniziali dell'abbazia di San Gallo e le miniature delle abbazie di Fulda e di Corvey svolsero un ruolo da intermediari nel passaggio dalla miniatura carolingia alla miniatura ottoniana.
Gli scriptoria di Lorsch, di Sant'Emmerano (Ratisbona), di Würzburg, del Mondsee, di Reichenau, di Magonza e di Salisburgo furono i centri monastici attivi della Francia orientale e, tra questi, quelli più vicini alle Alpi mantennero stretti scambi artistici con l'Italia del nord. Il nuovo stile si sviluppò solo dal 970, sotto gli auspici della dinastia sassone. L'arte ottoniana, benché designata talvolta come "rinascenza ottoniana" non si rivolgeva direttamente ai modelli dell'antichità, come invece quella carolingia, bensì si appoggiava alla miniatura carolingia pur sviluppando tramite questa un linguaggio autonomo e omogeneo: es. alla fine del X secolo nell'abbazia di Reichenau il Cristo in gloria dell'Evangeliario di Lorsch veniva ripreso nel Sacramentario di Petershausen e nell'Evangeliario di Gerone.
In questo periodo si assiste spesso anche al restauro dei codici carolingi con l'aggiunta di nuove scene. Esempio tipico è il Registrum Gregorii, una raccolta delle epistole di Gregorio Magno fatto integrare con due miniature a piena pagina nel 983 dall'arcivescovo di Treviri Egberto all'ancora oggi ignoto "Maestro del Registrum Gregorii". Queste due miniature raffigurano Ottone in trono circondato dalle province dell'Impero e San Gregorio ispirato dalla colomba mentre detta allo scriba. Nella prima vi è la solenne frontalità dell'imperatore che è movimentata dall'architettura di sfondo che, intuitivamente, crea un gioco di pieni e vuoti con un pacato equilibrio classicheggiante. Nella seconda scena le figure sono incorniciate anche qui da un'architettura, con naturalezza e misura. In entrambe le figure possiedono una fisicità realistica, e i colori sono scelti in maniera da amalgamarsi gradevolmente (nella prima prevalgono i toni rossi, nella seconda quelli blu), con un ampio ricorso alle lumeggiature per evidenziare i volumi.

## Elenco di manoscritti notevoli
Viene ora presentata in questa sede una panoramica di quei manoscritti miniati considerati dalla critica storico-artistica come gli esemplari più significativi per qualità di realizzazione all'interno di tutta la produzione libraria carolingia.
| Immagine | Denominazione                             | Datazione                                    | Luogo e scuola di produzione                                                                                     | Contenuto | Collocazione attuale |
| --- | ----------------------------------------- | -------------------------------------------- | --- | --- | --- |
| | Evangeliario di Godescalco                | tra il 781 e il 783                          | Aquisgrana(?) | Evangeliario con sei miniature a pagina intera, decorazioni ornamentali, lettere incipitali e bordature; vergato con inchiostri d'oro e d'argento su pergamena tinta di porpora                       | Paris, Biblioteca nazionale di Francia, Ms. nouv. acq. lat. 1203                                                                  |
| | Salterio di Montpellier                   | prima del 788                                | Monastero di Mondsee                                                                                             | Salterio con due miniature a pagina intera, 165 lettere incipitarie di grande formato e 2000 di piccolo formato                                                                                       | Montpellier, Bibliothèque Interuniversitaire, Section Médicine, Ms. 409                                                           |
| | Evangeliario di Ada                       | c.790                                        | Aquisgrana, Gruppo d'Ada (Scuola di corte di Carlo Magno)                                                        | Evangeliario | Trier, Stadtbibliothek Trier, Cod. 22                                                                                             |
| | Evangeliario di Saint Martin des Champs   | c. 790                                       | Aquisgrana, Gruppo d'Ada (Scuola di corte di Carlo Magno)                                                        | Evangeliario | Paris, Bibliothèque de l'Arsenal, Ms. 599                                                                                         |
| | Salterio di Dagulfo                       | prima del 795                                | Aquisgrana, Gruppo d'Ada (Scuola di corte di Carlo Magno)                                                        | Salterio | Vienna, Österreichische Nationalbibliothek, Ms. 1861                                                                              |
| | Evangeliario di Saint-Riquier             | VIII sec. ex.                                | Aquisgrana, Gruppo d'Ada (Scuola di corte di Carlo Magno)                                                        | Evangeliario | Abbeville, Bibliothèque municipale, Ms. 4                                                                                         |
| | Evangeliario dell'Incoronazione           | 800                                          | Aquisgrana(?), Gruppo dell'Evangeliario dell'Incoronazione ("Scuola palatina di Carlo Magno")                    | Evangeliario con quattro miniature a pagina intera raffiguranti gli Evangelisti e 16 tavole dei canoni eusebiani; vergato con inchiostri d'oro e d'argento su pergamena tinta di porpora              | Vienna, Kunsthistorisches Museum, Schatzkammer Inv. XIII 18                                                                       |
| | Evangeliario di Livinius                  | c.800                                        | Monastero di Saint-Amand(?)                                                                                      | Evangeliario con quattro (di cui due però oggi perdute) raffigurazioni degli Evangelisti e 18 tavole dei canoni eusebiani, lettere iniziali e frasi incipitarie                                       | Ghent, Sint-Baafskapittel, Ms. 13                                                                                                 |
| zentriert | Evangeliario di Carlo Magno               | c.800                                        | Aquisgrana, possibilmente della Scuola di corte di Carlo Magno                                                   | Evangeliario | Munich, Universitätsbibliothek München, Cim. 1 (= 2° Cod. ms. 29)                                                                 |
| | Evangeliario di Hiltfredo                 | tra l'801 e l'825                            | Francia | Evangeliario | Cologne, Erzbischöfliche Diözesan- und Dombibliothek Köln, Dom Hs. 13                                                             |
| | Evangeliario di Aquisgrana                | inizio del IX sec.                           | Aquisgrana(?), Gruppo dell'Evangeliario dell'Incoronazione ("Scuola palatina di Carlo Magno")                    | Evangeliario | Aachen, Aachener Domschatzkammer, Inv.-Nr. 4                                                                                      |
| | Evangeliario di Xanten                    | inizio del IX sec.                           | Aquisgrana(?), Gruppo dell'Evangeliario dell'Incoronazione ("Scuola palatina di Carlo Magno")                    | Evangeliario | Brussels, Bibliothèque Royale du Belgique, Ms. 18732                                                                              |
| | Evangeliario di Aquisgrana (Brescia)      | inizio del IX sec.                           | Aquisgrana(?), Gruppo dell'Evangeliario dell'Incoronazione ("Scuola palatina di Carlo Magno")                    | Evangeliario | Brescia, Biblioteca Queriniana, Ms. E. II.9                                                                                       |
| zentriert | Frammento di Evangeliario di Londra       | inizio del IX sec.                           | Aquisgrana, Gruppo d'Ada (Scuola di corte di Carlo Magno)                                                        | Evangeliario di cui è sopravvissuta solo l'illustrazione di Lc 1.8-13 | London, British Library, Cotton Clausius B.V.                                                                                     |
| | Apocalisse di Treviri                     | primo quarto del IX sec.                     | Francia occidentale                                                                                              | Apocalisse con 74 illustrazioni | Trier, Stadtbibliothek, Cod. 31                                                                                                   |
| | Evangeliario di Lorsch                    | c.810                                        | Aquisgrana, Gruppo d'Ada (Scuola di corte di Carlo Magno)                                                        | Evangeliario con sei miniature a pagina intera e 12 tavole dei canoni eusebiani;vergato con inchiostri d'oro e d'argento su pergamena tinta di porpora                                                | Alba Iulia, Biblioteca Documenta Batthyaneum, s.n.; Stato della Città del Vaticano, Bibliotheca Apostolica Vaticana, Pal. lat. 50 |
| | Evangeliario di Harley                    | c.800                                        | Aquisgrana, Gruppo d'Ada (Scuola di corte di Carlo Magno)                                                        | Evangeliario | London, British Library, Harley Ms. 2788                                                                                          |
| | Vangeli di Ebbone                         | tra l'816 e l'835                            | Rheims | Evangeliario | Épernay, Bibliothèque Municipale, Ms. 1                                                                                           |
| | Salterio di Stoccarda                     | tra l'820 e l'830                            | Saint-Germain-des-Prés                                                                                           | Salterio | Stuttgart, Württembergische Landesbibliothek, Cod. bibl. fol. 23                                                                  |
| | Salterio di Utrecht                       | c. 825                                       | Rheims | Salterio con 166 illustrazioni a linee d'inchiostro | Utrecht, Universiteitsbibliotheek Utrecht, Ms. 484                                                                                |
| | Gromatici Veteres Vaticano                | c.825                                        | Aquisgrana(?) | | Stato della Città del Vaticano, Bibliotheca Apostolica Vaticana, Pal. lat. 1564                                                   |
| | Terenzio Vaticano                         | c.825                                        | Aquisgrana(?) | Commedie di Publio Terenzio Afro decorate con più di 130 illustrazioni | Stato della Città del Vaticano, Bibliotheca Apostolica Vaticana, Vat. lat. 3868                                                   |
| | Fisiologo di Berna                        | tra l'825 e l'850                            | Rheims | Fisiologo con 25 miniature contornate e 10 scontornate | Bern, Burgerbibliothek, Codex Bongarsianus 318                                                                                    |
| | Evangeliario di Fleury                    | tra l'825 e l'850                            | Abbazia di Fleury                                                                                                | Evangeliario | Bern,nBurgerbibliothek, Codex 348                                                                                                 |
| | Salterio di Ludovico II il Germanico      | tra l'825 e l'850                            | Saint-Omer | Salterio | Berlin, Staatsbibliothek zu Berlin, Ms. theol. lat. fol. 58                                                                       |
| | Evangeliario di San Medardo di Soissons   | prima dell'827                               | Aquisgrana, Gruppo d'Ada (Scuola di corte di Carlo Magno)                                                        | Evangeliario con sei miniature a pagina intera e 12 tavole dei canoni eusebiani; vergato con inchiostri d'oro e d'argento su pergamena tinta di porpora                                               | Paris, Biblioteca nazionale di Francia, Ms. lat. 8850                                                                             |
| | Aratea di Leida                           | tra l'830 e l'840                            | Lotaringia, forse Aquisgrana o Metz                                                                              | Traduzione latina dei Fenomeni di Arato compiuta da Germanico con aggiunte dalla traduzione compiuta da Avienio decorata con 35 miniature a pagina intera, di cui però quattro sono ad oggi mancanti  | Leiden, Universiteitsbibliotheek Leiden, Voss. lat. Q 79                                                                          |
| zentriert | Bibbia di Bamberga                        | tra l'834 e l'843                            | Tours | Bibbia | Bamberg, Staatsbibliothek Bamberg, Msc.Bibl.1                                                                                     |
| | Bibbia di Moutier-Grandval                | c.840                                        | Tours | Bibbia con quattro miniature a pagina intera | London, British Library, Add. Ms. 10546                                                                                           |
| | Codex Vaticanus Reginensis latinus 124    | c. 840                                       | Abbazia di Fulda                                                                                                 | De laudibus sanctae crucis di Rabano Mauro | Stato della Città del Vaticano, Bibliotheca Apostolica Vaticana, Reg. lat. 124                                                    |
| | Evangeliario di Fulda                     | c.840                                        | Abbazia di Fulda                                                                                                 | Evangeliario | Würzburg, Universitätsbibliothek Würzburg, Mp. theol. fol. 66                                                                     |
| | Compendio astronomico dell'809            | c.840                                        | Metz | Breve trattato di astronomia compilato alla corte di Carlo Magno ad Aquisgrana, decorato con 52 illustrazioni di costellazioni                                                                        | Madrid, Biblioteca Nacional de España, Cod. 3307                                                                                  |
| | Sacramentario di Drogo                    | 842                                          | Metz | Sacramentario con 41 capilettera altamente decorate | Paris, Biblioteca nazionale di Francia, Ms. lat. 9428                                                                             |
| | Boezio di Bamberga                        | c.845                                        | Tours | De institutione arithmetica libri II di Boezio | Bamberg, Staatsbibliothek Bamberg, Msc.Class.5                                                                                    |
| Karl der Kahle (Bible de Vivien, dite Première Bible de Charles le Chauve Présentation du livre à l'empereur Saint-Martin de Tours, 845 BnF, Manuscrits, Latin 1 fol. 423).jpg | Prima Bibbia di Carlo il Calvo            | 845/846                                      | Tours | Bibbia con otto miniature a pagina intera, quattro tavole dei canoni eusebiani e 87 capilettera | Paris, Biblioteca nazionale di Francia, Ms. lat. 1                                                                                |
| | Libro di preghiere di Carlo il Calvo      | tra l'846 e l'869                            | Scuola di corte di Carlo il Calvo                                                                                | Libro di preghiere private, esemplare più antico noto appartenuto a un sovrano, con due miniature a pagina intera e un capolettera a pagina intera                                                    | München, Schatzkammer der Residenz, ResMü. Schk0004-WL                                                                            |
| | Evangeliario di Lotario I                 | tra l'849 e l'851                            | Tours | Evangeliario con sei miniature, nove frasi incipitarie contornate, dodici tavole dei canoni eusebiani, 18 indici di capitolo contornati e cinque capilettera                                          | Paris, Biblioteca nazionale di Francia, Ms. lat. 266                                                                              |
| | Evangeliario di Prüm                      | c.850                                        | Tours | Evangeliario con cinque miniature, capilettera, tavole dei canoni eusebiani e contorni | Berlin, Staatsbibliothek, Ms. theol. lat. fol. 733                                                                                |
| | Evangeliario di Kleve                     | prima dell'852                               | Aquisgrana, Scuola di corte di Lotario I                                                                         | Evangeliario | Berlin, Staatsbibliothek, Ms. theol. Lat. folio 260                                                                               |
| | Terenzio Parigino                         | seconda metà del IX sec.                     | Rheims | Commedie di Publio Terenzio Afro con 148 illustrazioni | Paris, Biblioteca nazionale di Francia, Ms. lat. 7899                                                                             |
| | Evangeliario di Francesco II              | seconda metà del IX sec.                     | Abbazia di Saint-Amand                                                                                           | Evangeliario | Paris, Biblioteca nazionale di Francia, Ms. lat. 257                                                                              |
| | Evangeliario di St. Denis                 | seconda metà del IX sec.                     | Francia settentrionale o nord-occidentale                                                                        | Evangeliario | Paris, Biblioteca nazionale di Francia, Ms. lat. 9387                                                                             |
| | Salterio dorato di San Gallo              | iniziato c. 860 e continuato dall'870 al 900 | Basilica di Saint-Denis(?), dapprima Scuola di corte di Carlo il Calvo ma continuato successivamente a San Gallo | Salterio con due miniature a pagina intera e 15 illustrazioni dei titoli dei salmi a pagina intera o a mezza pagina                                                                                   | St. Gallen, Stiftsbibliothek, Cod. Sang. 22                                                                                       |
| | Frammento di Evangelistario di Düsseldorf | secondo terzo del IX sec.                    | Rheims | Evangelistario | Düsseldorf, Universitäts- und Landesbibliothek, B. 113                                                                            |
| | Prudenzio Bernese                         | ultimo terzo del IX sec.                     | Abbazia di Reichenau(?)                                                                                          | Carmi di Prudenzio | Bern, Burgerbibliothek, Codex Bongarsianus 264                                                                                    |
| | Salterio di Carlo il Calvo                | dopo l'869                                   | Basilica di Saint-Denis(?), Scuola di corte di Carlo il Calvo                                                    | Salterio | Paris, Biblioteca nazionale di Francia, Ms. lat. 1152                                                                             |
| | Sacramentario di Carlo il Calvo           | c. 870                                       | Metz o Basilica di Saint-Denis(?), Scuola di corte di Carlo il Calvo                                             | Sacramentario frammentario (10 fogli sopravvissuti) con cinque miniature a pagina intera e due pagine incipitarie                                                                                     | Paris, Biblioteca nazionale di Francia, Ms. lat. 1141                                                                             |
| | Codex Aureus di Sant'Emmerano             | c. 870                                       | Basilica di Saint-Denis(?), Scuola di corte di Carlo il Calvo                                                    | Sacramentario con sette miniature a pagina intera, 12 tavole dei canoni eusebiani e 10 pagine ornamentali                                                                                             | München, Bayerische Staatsbibliothek, Clm 14000                                                                                   |
| | Bibbia di San Paolo fuori le Mura         | c. 870                                       | Basilica di Saint-Denis(?), Scuola di corte di Carlo il Calvo                                                    | Bibbia 24 (originariamente 25) miniature di titoli, quattro tavole dei canoni eusebiani, 35 pagine decorative, 91 capilettera; vergato con inchiostri d'oro e d'argento su pergamena tinta di porpora | Roma, San Paolo fuori le mura, Cod. Membra. Saeculi IX.                                                                           |
| | Salterio di Folcardo                      | c.870                                        | Abbazia di San Gallo                                                                                             | Salterio | St. Gallen, Stiftsbibliothek, Cod. Sang. 23                                                                                       |
| | Seconda Bibbia di Carlo il Calvo          | tra l'871 e l'873                            | Abbazia di Saint-Amand                                                                                           | Bibbia | Paris, Biblioteca nazionale di Francia, Ms. lat. 2                                                                                |
| | Evangeliario di Praga                     | IX sec.ex.                                   | Abbazia di San Vedasto                                                                                           | Evangeliario con 15 tavole dei canoni eusebiani, otto miniature, incipit contornati e capilettera | Prag, Kapitulni Knihovna, Cim. 2                                                                                                  |

### Bibliografiche
1. ↑  De Vecchi e Cerchiari 1999, p. 220.
2. ↑  Kluckert 2007.
3. ↑  Petrucci 1993.
4. ↑  Riché 1981, p. 249.
5. 1 2  Riché 1981, p. 251.
6. ↑  Walther 1995, p. 47.
7. ↑  Riché 1981, p. 393.
8. ↑  Grimme 1988, p. 34.
9. ↑  Jakobi-Mirwald 2004, p. 215.
10. 1 2  Mütherich e Gaehde 1979, p. 564.
11. 1 2  Mütherich e Gaehde 1979, p. 561.
12. ↑  Bering 2002, p. 219.
13. ↑   Plaques de reliure du psautier de Dagulf : David, saint Jérôme, su Museo del Louvre. URL consultato il 30 dicembre 2014.
14. ↑  Panofsky 1990, p. 58.
15. ↑  Panofsky 1990, p. 60.
16. 1 2 3  Kitzinger 2005, pp. 71-72.
17. ↑  Jakobi e Mirwald 2004, p. 239.
18. ↑  Bering 2002, p. 137.
19. ↑   Ostrogorsky G, Storia dell'Impero bizantino, Torino, Einaudi, 1968,  p. 159, ISBN 88-06-17362-6.
20. ↑  Bering 2002, p. 110.
21. ↑  (DE) Mitchell J, Karl der Große, Rom und das Vermächtnis der Langobarden. in Stiegemann e Wemhoff 1999, II, p. 104
22. ↑  Panofsky 1990, p. 62.
23. ↑  (LA) Pertz GH (a cura di), Capitularia regum Francorum 1, Monumenta Germaniae Historica 3, Leges in folio 1., Hannover, 1991  [1835],  pp. 53-62, ISBN 3-7772-6505- 5.
24. 1 2  Holländer 1993, p. 253.
25. ↑  Laudage, Hageneier e Leiverkus 2006, p. 92.
26. 1 2  Mütherich e Gaehde 1979, pp. 54-55.
27. ↑  Bamberga, Biblioteca di Stato di Bamberga, Msc.Class.5; Stiegemann e Wemhoff 1999, t.2, pp. 725 - 727.
28. ↑  Roma, Vaticana, Vat. lat. 3868; Stiegemann e Wemhoff 1999, t.2, pp. 719 - 722.
29. ↑  Parigi, Biblioteca nazionale di Francia, Lat. 7899; Mütherich e Gaehde 1979, pp. 26-27.
30. 1 2 3  Kitzinger 2005, pp. 60-67.
31. 1 2 3 4 5  Ciardi Dupré 1997.
32. 1 2  Holländer 1993, p. 248.
33. ↑  Stiegemann e Wemhoff 1999.
34. 1 2  Holländer 1993, p. 249.
35. ↑  Castelfranchi 1993, pp. 27-28.
36. ↑  Kitzinger 2005, pp. 59-70.
37. ↑  Kitzinger 2005, pp. 68-69.
38. ↑  Castelfranchi 1993,  p. 29.
39. ↑  Stiegemann e Wemhoff 1999, pp. 811-812.
40. ↑  Bering 2002, p. 135.
41. ↑  Mütherich e Gaehde 1979, pp. 52-53.
42. ↑  Grimme 1988, p. 53.
43. ↑  Heidelberg, Bibliothèque de l'Université, Cod. Sal. IXb
44. ↑  De Vecchi e Cerchiari 1999, p. 237.
45. ↑  Harald Wolter-von dem Knesebeck: Evangeliar Karls des Großen. In: Peter van den Brink, Sarvenaz Ayooghi (Edd.): Karl der Große – Charlemagne. Karls Kunst. Dresden 2014, pp. 236–237 (with Biblio.).
46. ↑  Charlemagne Gospels
47. ↑  Hiltfred-Evangeliar
48. ↑   Catalogie entry, su ceec.uni-koeln.de. URL consultato il 9 maggio 2022 (archiviato dall'url originale il 21 ottobre 2020).
49. ↑  Gospels of St. Denis in the Bildindex der Kunst und Architektur;  Charlotte Denoël: Evangeliar aus Saint-Denis. In: Peter van den Brink, Sarvenaz Ayooghi (Ed.): Karl der Große – Charlemagne. Karls Kunst. Dresden 2014, pp. 192–194 (with Biblio.).